# Воронцов, Александр Никифорович
Александр Никифорович Воронцов (1907—1973) — участник Великой Отечественной войны, пулемётчик 59-го гвардейского кавалерийского полка 17-й гвардейской кавалерийской дивизии 2-го гвардейского кавалерийского корпуса 1-го Белорусского фронта, гвардии красноармеец. Герой Советского Союза.

## Биография
Родился 9 сентября (22 сентября по новому стилю) 1907 года в дер. Пань-Буда (Паньковская Буда) Российской империи, ныне Костюковичского района Могилёвской области Белоруссии, в семье крестьянина.
Образование начальное. Работал в колхозе.
В Красной Армии с июня 1941 года, в действующей армии на фронтах Великой Отечественной войны — с июля 1941. Прошёл боевой путь от Москвы до Эльбы — участник обороны Москвы, освобождения Беларуси, Украины и Польши, боёв в Германии. Участвовал в героическом 42-дневном рейде по тылам врага в 1942—1943 годах на участке Ржев—Сычёвка—Нелидов.
Пулемётчик 59-го гвардейского кавалерийского полка гвардии рядовой Александр Воронцов в марте 1945 года в боях в районе г. Бервальде (Барвице, Польша) пулемётным огнём обеспечивал эскадрону выход к шоссе и атаку опорного пункта противника.
Член ВКП(б)/КПСС с 1945 года. После войны был демобилизован.
Работал председателем колхоза в родном селе.
Умер 23 января 1973 года. Похоронен в Минске.

## Награды и звания
- Звание Героя Советского Союза присвоено 31 мая 1945 года.
- Орден Ленина
- Орден Красной Звезды
- Медали

## Память
- Именем Героя названа улица в г. Костюковичи[1].
- В Костюковичи на Аллее Славы установлен памятник-бюст А. Н. Воронцову.